# なかやまかんな
なかやま かんなとは、2008年ごろより活動するレゴブロック製作者、通称レゴビルダーのひとりである。子供からは親しみをこめてかんな先生と呼ばれている。
公式設定で年齢は20歳となっており、平成生まれであることを公表している。出身は兵庫県西宮市。

## 概要
代表作品はマチカネワニ（電動・全長3m）、屋久島・縄文杉（レゴブロックで作る世界遺産展・全長1m）など。製作分野では、電動モデルやプログラミング作品、レゴデュプロでの大型作品の即興製作、仕掛けや仕組みのある作品を得意としている。
2012年、大阪大学大学院基礎工学研究科在学中に大阪大学レゴ部を創部し、大型作品の製作や、展示イベント、親子向けワークショップを多数企画・開催する。2015年まで、取材・メディア対応・講演会・参加型イベントを多数実施する。
2015年2月11日に開催された、レゴランド・ディスカバリー・センター大阪（LDCO）の「レゴ職人コンテスト」で優勝し、初代 マスター・モデル・ビルダー(MMB)に就任する。（LDCOのオープンは2015年4月23日）　世界で13人目のマスター・モデル・ビルダーであり、レゴ公式職人としては日本人女性初、またアジア初の女性でもある。以降マスター・モデル・ビルダーとして、約10年にわたり大型・小型様々なレゴブロック作品を生み出し、メディアにも多数出演。毎日の子ども向けレゴ教室や毎月の大人のレゴ教室を通して、子どもから大人までのレゴファンを獲得した。2024年2月に卒業が公表された。
2024年2月に自ら代表を務めるワークショップなかやまを設立し、ブロック玩具を使ったモデル製作、イベント企画、講演などを事業として独立した。
なお、マスター・モデル・ビルダーは、レゴランドの集客と宣伝を目的とした職位であり、レゴ本社から営利活動を許可されたレゴ認定プロビルダー（LEGO(R) Certified Professional）とは立場が異なる。日本で唯一のレゴ認定プロビルダー三井淳平とは何度か共演している。レゴ社所属のビルダーはモデルビルダーと呼ばれ、モデルビルダー直江和由とは生前に親交があった。
頻繁にトイレをレゴブロックで作りSNSに公開するため、一部のファンからはトイレビルダーや便器ビルダーなどと呼ばれ、#トイレゴの第一人者として知られているが、ただ便器の形を作るだけでなく、モーターで便座を開閉させたり水を噴き上げたりセンサでオート洗浄したりと、技術力発表の場にも使われている。

## 出展
1. ↑  “なかやまかんなTwitter”. 2024年4月1日閲覧。
2. ↑  “日本人女性初の「レゴ職人」考える力　楽しみながら伸ばす”. 2024年4月1日閲覧。
3. ↑  “レゴで笑いも表現　アジア女性初の「マスター」、大阪に”. 2024年4月1日閲覧。
4. ↑  “なかやまかんなtwitter”. 2024年4月1日閲覧。